# Ida Galli

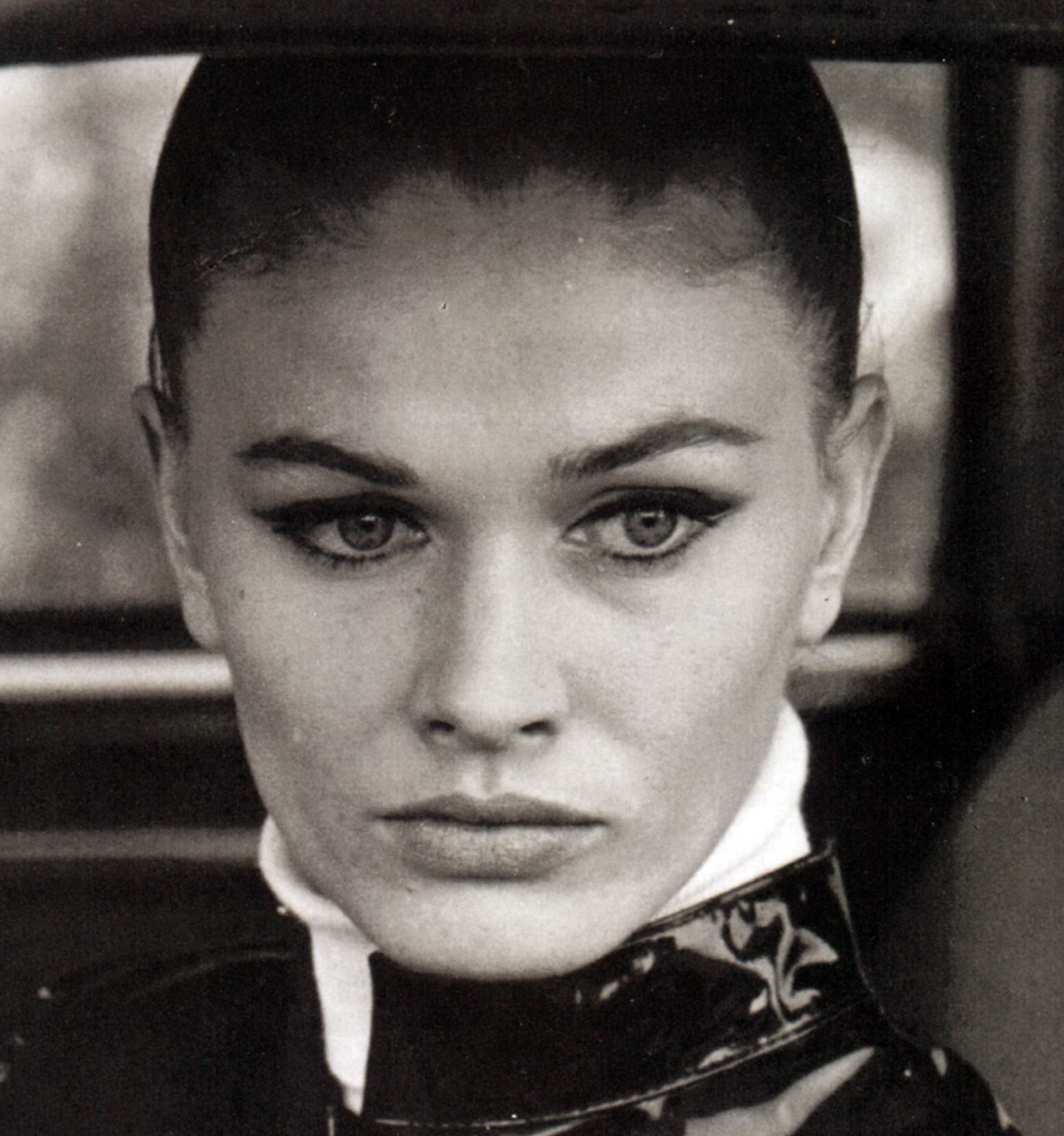
Atriz italiana Ida Galli

Ida Galli (Sestola, Itália de 1939) é uma atriz italiana. Iniciou sua carreira com uma participação em La dolce vita, de Federico Fellini. Participou em filmes de todos os gêneros do cinema italiano. Creditada muitas vezes sobre pseudônimos como Arianna, Arianna Heston, Evelyn Stewart, Isli Oberon e Priscila Steele.

## Filmografia
- 1960 – La dolce vita
- 1960 – Messalina Venere imperatrice
- 1960 – Une fille pour l'été
- 1961 – Ercole al centro della Terra
- 1961 – Fantasmi a Roma
- 1961 – Le italiane e l'amore
- 1961 – Legge di guerra
- 1961 – Madame Sans-Gêne
- 1963 – Il crollo di Roma
- 1963 – Il gattopardo
- 1963 – La frusta e il corpo
- 1964 – Roma contro Roma
- 1965 – Adiós gringo
- 1965 – Gli eroi di Fort Worth
- 1965 – Perché uccidi ancora
- 1965 – Un dollaro bucato
- 1966 – Django spara per primo
- 1966 – Le piacevoli notti
- 1966 – Missione speciale Lady Chaplin
- 1966 – Sette magnifiche pistole
- 1967 – Assassination
- 1967 – Coplan ouvre le feu à Mexico
- 1967 – Il giardino delle delizie
- 1967 – Rififí ad Amsterdam
- 1968 – Il dolce corpo di Deborah
- 1968 – Il medico della mutua
- 1968 – Il suo nome gridava vendetta
- 1968 – Quel caldo maledetto giorno di fuoco
- 1968 – Tre croci per non morire
- 1969 – Il prof. Dott. Guido Tersilli, primario della clinica Villa Celeste convenzionata con le mutue
- 1969 – La battaglia del deserto
- 1969 – La battaglia d'Inghilterra
- 1969 – Strada senza uscità
- 1970 – Ciakmull - L'uomo della vendetta
- 1970 – Concerto per pistola solista
- 1970 – Le regine
- 1971 – I quattro pistoleri di Santa Trinità
- 1971 – La coda dello scorpione
- 1971 – Una farfalla con le ali insanguinate
- 1972 – Grazie signore p...
- 1972 – Il coltello di ghiaccio
- 1972 – La mansión de la niebla
- 1972 – Un bianco vestito per Marialé
- 1973 – Küçük kovboy
- 1973 – Lo chiamavano Tresette... giocava sempre col morto
- 1974 – Cagliostro
- 1974 – La badessa di Castro
- 1975 – Diagnosi TV Minisérie
- 1975 – Il giustiziere sfida la città
- 1975 – Il medaglione insanguinato
- 1975 – Le orme
- 1975 – Povero Cristo
- 1976 – Le due orfanelle
- 1976 – Per amore
- 1977 – Napoli spara
- 1977 – Sette note in nero
- 1978 – Il grande attacco
- 1982 – Una di troppo
- 1989 – Arabella l'angelo nero
- 1989 – Fratelli d'Italia
- 1990 – Con i piedi per aria